# Оцінка позиції
Оцінка позиції — всебічне вивчення особливостей і можливостей позиції, що виникла на дошці в ході шахової партії, з метою визначення плану подальшої гри. Головний фактор при виборі ходу включає розрахунок варіантів і визначення кінцевого положення, до якого прагне гравець.

## Елементи позиції
Першим, хто звернув особливу увагу на елементи позиції, став основоположник позиційної школи Вільгельм Стейніц. Відповідно до його школи шахіст повинен шляхом аналізу розкладати позицію на її елементи, щоб в подальшому шляхом синтезу отримати загальну оцінку позиції, що, в свою чергу, дасть можливість намітити план гри.
Хоча цих елементів не так багато, теоретики шахів по-різному визначають їх. Проте всіх їх об'єднує думка про те, що роль одного і того ж елемента в кожній конкретній позиції може мати різне значення. Оцінки позиції бувають неефективні, коли ситуація на дошці різко змінюється з кожним ходом, коли, наприклад, йде обмін фігур або здійснюється якась шахова комбінація.
| Постійні переваги | Тимчасові переваги |
| --- | --- |
| матеріальна перевага, погана позиція ворожого короля, наявність прохідного пішака, слабкі пішаки і поля, пішакові островки, сильний пішаковий центр, перевага двох слонів, володіння відкритою вертикаллю, діагоналлю, горизонталлю. | невдала позиція однієї фігури, дисгармонія в розташуванні фігур, перевага в розвитку, фігурний тиск в центрі, перевага в просторі. |

Стратегія гри полягає в накопиченні дрібних переваг, в маневруванні з метою посилення своєї позиції і ослаблення ворожої. До прямої атаки слід переходити, лише отримавши достатню позиційну перевагу. У положеннях рівноваги, згідно з поглядами Стейніца, плюси і мінуси позиції врівноважені, тому потрібно змусити суперника порушити цю рівновагу шляхом маневрування і використовувати порушення рівноваги для захоплення і розвитку ініціативи.

## Статична і динамічна оцінка позиції
Методи визначення оцінки позиції включають ряд етапів, основними з яких є:
- попередня або статична оцінка позиції: облік матеріального співвідношення сил, позиційних факторів — розташування королів, пішакова структура центру, наявність сильних і слабких пунктів.
- динамічна оцінка позиції: налагодження взаємодії сил, перспективи розвитку ініціативи, вишукування ресурсів захисту.

Статична оцінка позиції використовується перш за все для вивчення зовнішніх ознак, а динамічна — для виявлення прихованих можливостей позиції.
При розмаїтті прийомів основний принцип оцінки позиції незмінний: від статики до динаміки. Здатність шахіста правильно оцінити позицію в значній мірі визначає силу його гри.

## Об'єктивна оцінка позиції
На відміну від оцінки позиції шахістом за шахівницею, яка завжди суб'єктивна, під так званою об'єктивною оцінкою позиції розуміють результат партії, продовженої з даної позиції безпомилково граючими суперниками. Інакше кажучи, це — максимальний результат, якого кожна зі сторін може домогтися проти будь-якого суперника. Теоретично, будь-яка позиція має об'єктивну оцінку, проте в шаховій практиці така оцінка для більшості позицій неможлива.
Оскільки об'єктивна оцінка позиції ігнорує походження позиції, вона може відрізнятися від оцінки тієї ж позиції в конкретній партії; так, якщо позиція повторилася, то не виключено, що в перший раз вона вигравалась, а в другий — стала нічийною, так як суперник зможе в подальшому скористатися правилами 50 ходів або триразового повторення позиції.